# 378
Évszázadok: 3. század – 4. század – 5. század
Évtizedek: 320-as évek – 330-as évek – 340-es évek – 350-es évek – 360-as évek – 370-es évek – 380-as évek – 390-es évek – 400-as évek – 410-es évek – 420-as évek
Évek: 373 – 374 – 375 – 376 –  377 – 378 – 379 – 380 – 381 – 382 – 383

## Események

### Római Birodalom
- Valens és II. Valentinianus császárokat választják consulnak.
- Az alemannok lentienses törzse átkel a befagyott Rajnán és Galliát fosztogatják. Gratianus császár kénytelen visszahívni a Valensnek ígért csapatokat, májusban az argentovariai csatában legyőzi a germánokat és békét köt velük. Ezt követően tehetséges hadvezérét, Sebastianust 2 ezer főnyi elit haderővel Valens segítségére küldi, majd főseregével maga is utána indul.
- Valens tavasszal megérkezik keletről Konstantinápolyba és mintegy 40 ezres sereget állít fel. Hadrianopolisnál egyesül az előreküldött nyugati csapatokkal és úgy dönt, hogy nem várja be a késlekedő Gratianust, hanem megtámadja a dél felé nyomuló egyesült gót sereget.
- Fritigern terving (gót) király követet küld a császárhoz, hogy tárgyaljanak a békéről, de visszautasítják.
- Augusztus 9.: a hadrianopolisi csatában a rómaiak döntő vereséget szenvednek a gótoktól, elesik Valens császár és odavész a sereg kétharmada. A gótok egész Trákiát fosztogatják és átcsapnak Illyricumba is. Az erődített városokkal nem boldogulnak, Hadrianapolis falait is hiába rohamozzák.
- A rangidős császárrá vált 19 éves Gratianus Theodosiust nevezi ki a keleti birodalomrész császárává, valamint rendeletet hoz a vallásszabadságról, visszaállítja hivatalát a Valens által száműzött püspököknek.
- Mavia, a dél-szíriai sivatagban élő tanukida arab törzsszövetség királynője fellázad a római uralom ellen. Gyors mozgású csapataival gerillaharcot folytat és a helyi lakosság támogatását élvezve legyőzi az ellene küldött római sereget.
- Örményországban Manuel Mamikonian elűzi Varazdész királyt és perzsa támogatással a néhai Papasz hét éves fiát, III. Arszakészt ülteti a trónra.

### Közép-Amerika
- Születő Tűz (Szijah Kak) maja hadúr meghódítja és a teotihuacani Dárdadobó Bagoly király leszármazottait ülteti Tikal, Uaxactun és Copán városok élére.

## Születések
- Auxerre-i Germanus, püspök

## Halálozások
- augusztus 9. – Valens, római császár
- Arintheus, római hadvezér

## Fordítás
- Ez a szócikk részben vagy egészben  a(z)   378 című angol Wikipédia-szócikk ezen változatának fordításán alapul.  Az eredeti cikk szerkesztőit annak laptörténete sorolja fel. Ez a jelzés csupán a megfogalmazás eredetét és a szerzői jogokat jelzi, nem szolgál a cikkben szereplő információk forrásmegjelöléseként.